# Église Saint-Gabriel d'Aranđelovac
Pour les articles homonymes, voir Église Saint-Gabriel.
L'église Saint-Gabriel d'Aranđelovac (en serbe cyrillique : Црква Светог Арханђела Гаврила у Аранђеловцу ; en serbe latin : Crkva Svetog Arhanđela Gavrila u Aranđelovcu) est une église orthodoxe serbe située à Aranđelovac et dans le district de Šumadija en Serbie. Elle est inscrite sur la liste des monuments culturels protégés de la république de Serbie (identifiant no SK 601).
L'église est également connue sous le nom de « Vrbička crkva », l'« église de Vrbica ».

## Présentation

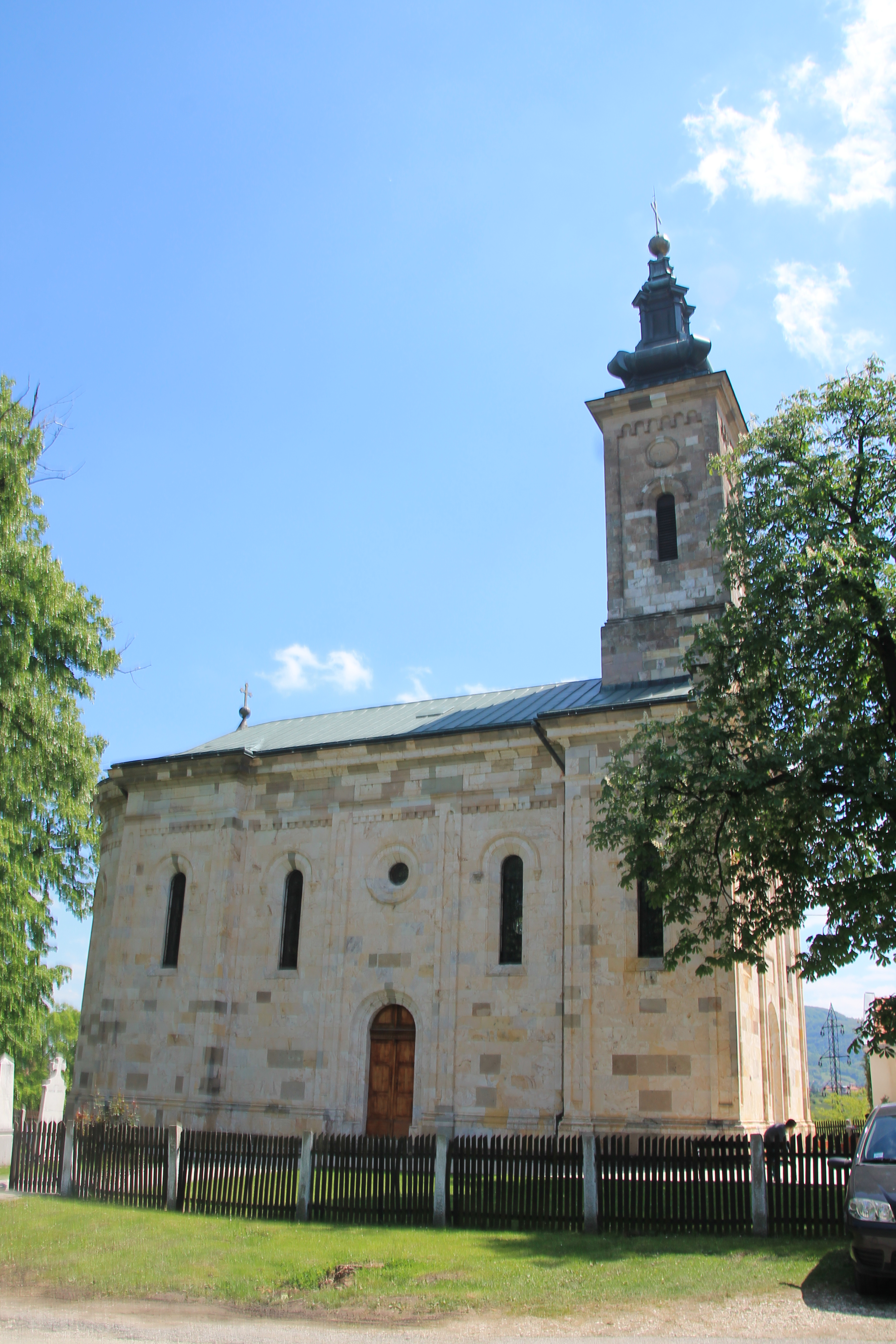
Autre vue de l'église.

L'église Saint-Gabriel est considérée comme une des plus belles fondations du prince Miloš Obrenović. Elle revêt une grande importance architecturale et artistique. La construction de l'édifice a commencé en 1860 et s'est achevée en 1863.
L'édifice est constitué d'une nef unique édifiée dans un style néo-roman, tandis que le clocher qui domine la façade occidentale est de style néo-baroque. L'église est construite en briques recouvertes extérieurement de blocs de pierre rectangulaires de Klještevice qui présentent des nuances de couleurs naturelles.
À l'intérieur, l'église est enduite de mortier et est dépourvue de fresques. En revanche, une attention particulière a été apportée à l'iconostase de style classique qui constitue l'une des premières œuvres personnelles du peintre Nikola Marković.

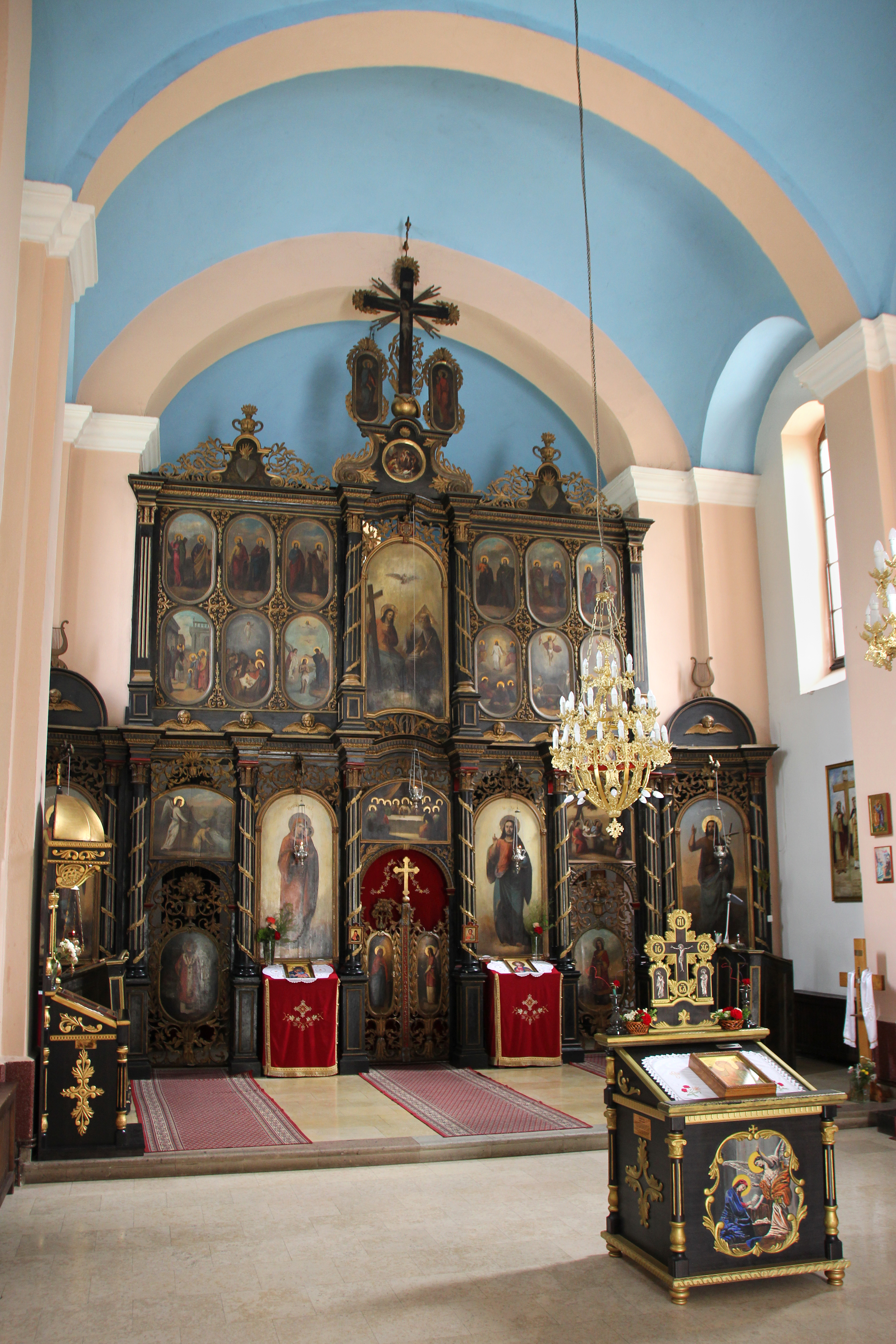
L'iconostase de l'église.